# Omega Agent
Omega Agent — компьютерная игра для виртуальной реальности в жанре шутера от первого лица, разработанная и изданная студией Fireproof Studios. Релиз состоялся в 2016 году для PlayStation VR, Oculus Rift, Samsung Gear VR и HTC Vive.

## Игровой процесс
Игрок, на протяжении всей игры находясь в реактивном ранце, летает по открытому миру и выполняет различные задания, например, пролёт через трассу со сбором всех монет или уничтожение всех целей.

## Оценки
Ян Воббекинг из 4Players дал Omega Agent оценку в 42 %. В своём обзоре он критикует игру за то, что «резкий поворот может вызвать тошноту», и малое разнообразие летательных аппаратов. В качестве плюсов Ян отметил сеттинг, дизайн игры и музыкальное сопровождение.